# Quercus delicatula
Quercus delicatula är en bokväxtart som beskrevs av Woon Young Chun och Ying Tsiang. Quercus delicatula ingår i släktet ekar, och familjen bokväxter. Inga underarter finns listade.